# فيلهلم آرينس
فيلهلم آرينس (بالألمانية: Wilhelm Ahrens)‏ هو كاتب ورياضياتي ألماني، ولد في 3 مارس 1872 في لوبتس في ألمانيا، وتوفي في 23 مايو 1927 في روستوك في ألمانيا.

## وصلات خارجية
- ويلهلم أهرينس على موقع الموسوعة البريطانية (الإنجليزية)